# Dosímetro de ruído

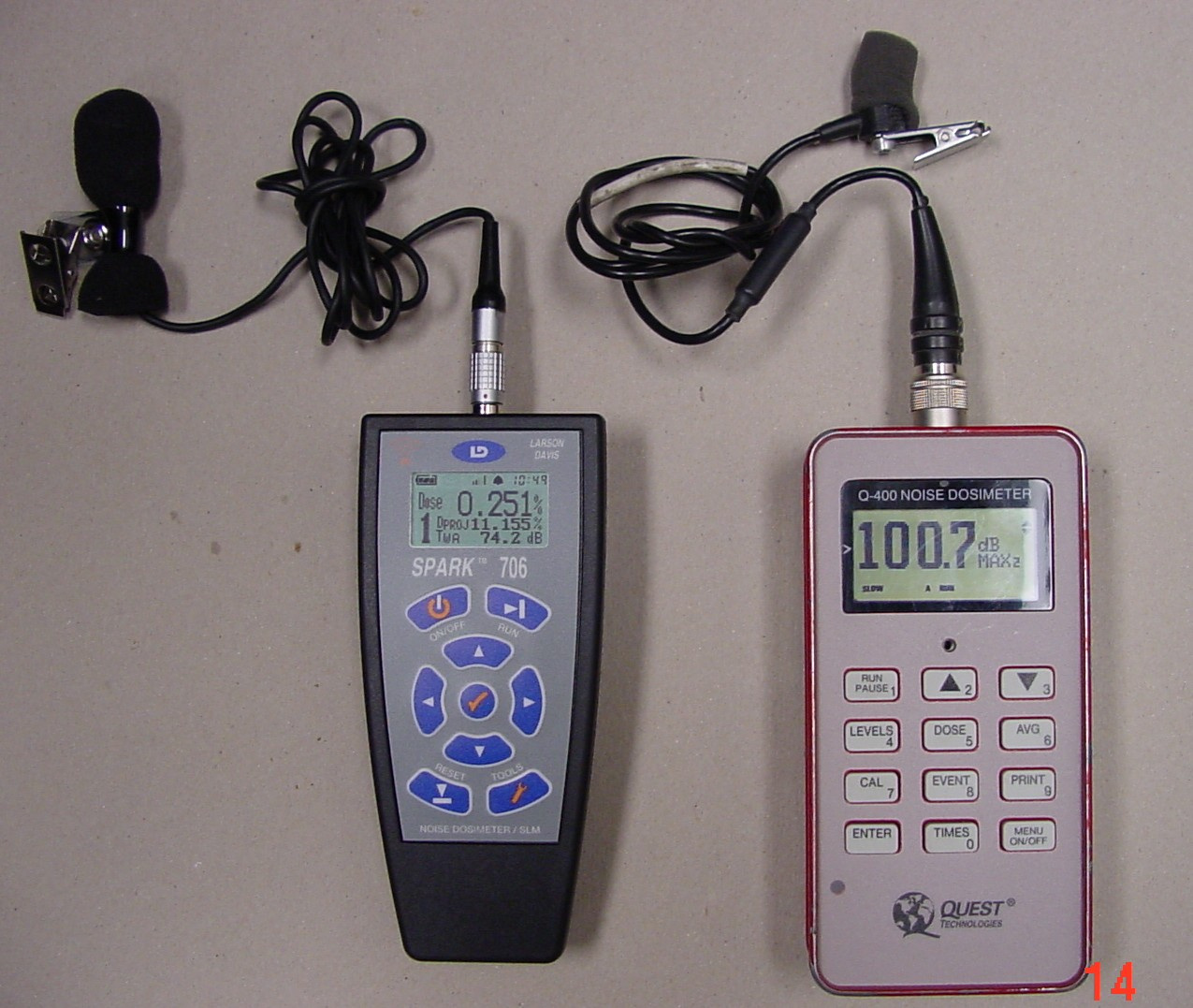
Dosímetros de ruído pessoal

Um dosímetro de ruído é um medidor de nível de pressão sonora especial, destinado especificamente para medir a exposição a ruído de uma pessoa ao longo de um período de tempo; geralmente para cumprir com os regulamentos de saúde e segurança, como a Segurança e Saúde Ocupacional (OSHA) 29 CFR 1910.95 Padrão de exposição ao ruído ocupacional ou da UE Diretiva 2003/10/CE.

## Medição de Ruído
Os dosímetros de ruído medem e armazenam os níveis de pressão sonora (NPS) e, integrando essas medições ao longo do tempo, fornecem uma leitura cumulativa da exposição ao ruído durante um determinado período de tempo, como uma jornada de trabalho de 8 horas.  Os dosímetros podem funcionar como monitores de ruído pessoais ou de área.  Em ambientes ocupacionais, os dosímetros pessoais de ruído são frequentemente usados no corpo de um trabalhador com o microfone montado no meio do topo do ombro mais exposto da pessoa.
A monitoração de área pode ser usada para estimar a exposição ao ruído quando os níveis de ruído são relativamente constantes e os funcionários não são móveis.  Em locais de trabalho onde os funcionários se deslocam em diferentes áreas ou onde a intensidade do ruído tende a flutuar com o tempo, a exposição ao ruído é geralmente estimada com mais precisão pela abordagem de monitoramento pessoal.

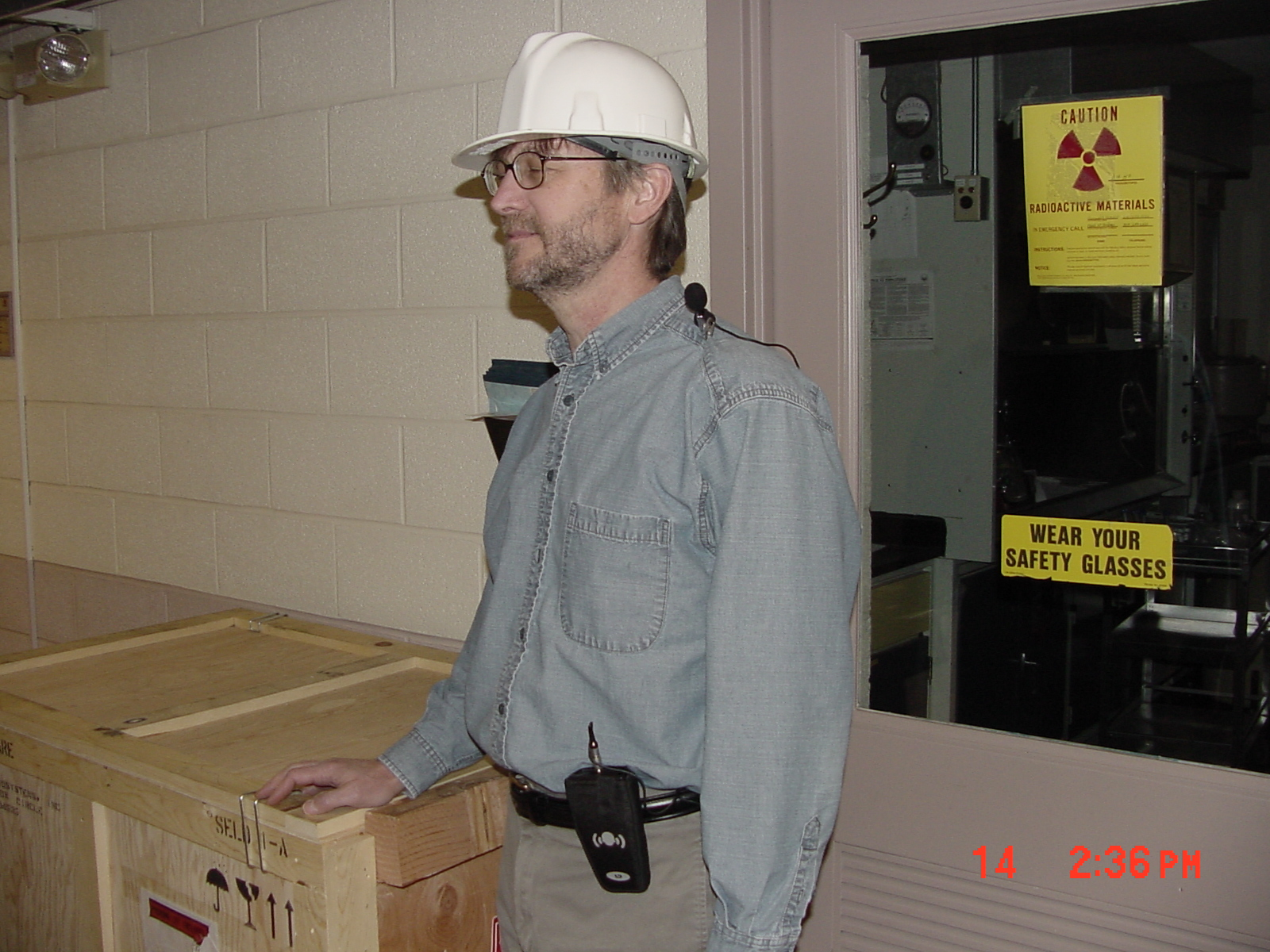
Trabalhador, usando um dosímetro de ruído pessoal

Dosímetros também são usados para coletar dados para uso em procedimentos legais, desenvolvimento de controles de ruído de engenharia e outros fins de higiene industrial.  Ao planejar a realização de medições de exposição a ruídos, devem ser tomadas medidas para garantir que os dosímetros sejam calibrados e operados de acordo com as especificações do fabricante.  Também é necessário entender as propriedades do ambiente acústico, os principais objetivos de medição, pois eles se relacionam com a determinação do risco de dano auditivo e as limitações associadas ao uso de dosímetros.  Os fabricantes de dosímetros recomendam que o instrumento seja calibrado com um calibrador acústico , como um pistonphone, antes e depois de cada medição para verificar uma operação confiável.  Além das rotinas de calibração de campo, os fabricantes recomendam a calibração abrangente periódica e a certificação do instrumento por um laboratório acreditado usando fontes de referência rastreáveis.  A calibração em campo de dosímetros contemporâneos tem sido principalmente automatizada por meio de programas baseados em PC que executam a rotina de calibração, documentam a hora e a data e ajustam qualquer deslocamento em níveis.

## Configurações ocupacionais
Os dosímetros atuais são projetados para fornecer ao usuário parâmetros como dose de ruído, média ponderada no tempo, nível de exposição sonora, bem como níveis de pico, máximo e mínimo de pressão sonora.  A maioria dos dosímetros também gera representações estatísticas e gráficas dos dados coletados.  A norma ANSI S1.25 especifica que os dosímetros devem pelo menos fornecer os seguintes parâmetros:
Ponderação de frequência: ponderação A ou ponderação C Média exponencial: R (rápido); L (lento) Nível de critério: 90, 85, 84, 80 ou V (variável) Duração do critério: horas Nível de limite: 90, 80 ou V (variável) Taxa de câmbio: 5, 4 ou 3
Um ruído ou dose sonora é a quantidade de som a que uma pessoa está exposta em um dia.  A dose é representada por uma porcentagem.  Uma dose de ruído de 100% significa que uma pessoa excedeu a quantidade de ruído permitida.  Qualquer exposição a ruído após a dose de 100% pode prejudicar a audição.  A taxa de câmbio é a taxa na qual a exposição se acumula.  Uma adição da taxa de câmbio resulta em uma redução de metade do tempo de exposição.  A tabela a seguir representa os níveis de exposição para organizações ocupacionais em novembro de 2018:
| OSHA | NIOSH                                                                             | FRA | MSHA |
| --- | --------------------------------------------------------------------------------- | --- | --- |
| Nível de Exposição Permissível: 90 dBA TWA (média ponderada de tempo) de 8 horas Nível de ação: 85 dBA TWA (média ponderada de tempo) de 8 horas | Limite de exposição recomendado: 85 dBA TWA (média ponderada de tempo) de 8 horas | Nível de Exposição Permissível: 90 dBA (média ponderada de tempo) de 8 horas Nível de ação: 85 dBA TWA (média ponderada de tempo) de 8 horas | Nível de Exposição Permissível: 90 dBA TWA (média ponderada de tempo) de 8 horas Nível de ação: 85 dBA TWA (média ponderada de tempo) de 8 horas |
| Taxa de câmbio de 5 dB | Taxa de câmbio de 3 dB                                                            | Troca de 5 dB | Taxa de câmbio de 5 dB |

## Padronização
O órgão internacional que especifica os requisitos técnicos de tais instrumentos como medidores de nível de pressão sonora e dosímetros é a International Electrotechnical Commission (IEC), com sede em Genebra; considerando que o método da sua utilização é normalmente indicado numa publicação da Organização Internacional de Normalização (ISO).  Nos EUA, o American National Standards Institute (ANSI) S1.25-1991 (R2007), especifica as características de desempenho dos dosímetros de ruído pessoais.

## Uso de dosímetros
Os dosímetros originais foram projetados para serem usados com um microfone conectado ao corpo do dosímetro e montados no ombro o mais próximo possível da orelha.  Estes dispositivos foram usados para o turno de trabalho completo e no final dariam uma leitura inicialmente em dose percentual, ou em alguma outra métrica de exposição.  Estas foram as formas mais comuns de fazer medições para cumprir a legislação nos EUA, mas na Europa, o medidor de nível de pressão sonora convencional foi favorecido.  Havia muitas razões para isso, mas, em geral, na Europa, o dosímetro era desconfiado por várias razões, algumas sendo.
- O cabo foi considerado perigoso, uma vez que poderia pegar em máquinas rotativas
- O dosímetro poderia dizer que o nível foi excedido, mas não disse quando isso aconteceu
- Os trabalhadores podem falsificar os dados com muita facilidade
- O dispositivo foi grande o suficiente para afetar o padrão de trabalho

Nos EUA - onde a maioria dos primeiros dispositivos foram fabricados, essas razões não parecem importar muito.
Para remover essas objeções europeias, os dosímetros tornaram-se menores e começaram a incluir um armazenamento de dados onde o Histórico de Tempo do ruído, geralmente na forma de Nível Sonoro de Equivalente Curto (Leq) era armazenado.  Esses dados podem ser transferidos para um computador pessoal e o padrão exato da exposição ao ruído minuto a minuto plotado.  O método usual usado era armazenar dados na forma de Short (curto) Leq, um conceito francês que ajudava a trazer computadores para a acústica.  Além disso, os dosímetros passaram a incorporar, além da ponderação A, um segundo canal ponderado pela frequência C que permitia que o pico verdadeiro fosse indicado.  No momento em que o padrão PSEM foi publicado, muitas empresas importantes de medidores de nível de pressão sonora - tanto na Europa quanto nos EUA, tinham um dosímetro em sua faixa.

## Empresas
Os seguintes principais fabricantes estão entre aqueles que oferecem dosímetros de ruído:
- Dinamarca Brüel & Kjær
- Reino Unido Casella CEL Ltd.
- Reino Unido Cirrus Research plc
- Reino Unido Pulsar Instruments plc
- EUA 3M
- EUA Larson-Davis
- França 01dB-Metravib
- Polônia SVANTEK